# Gavin Wood

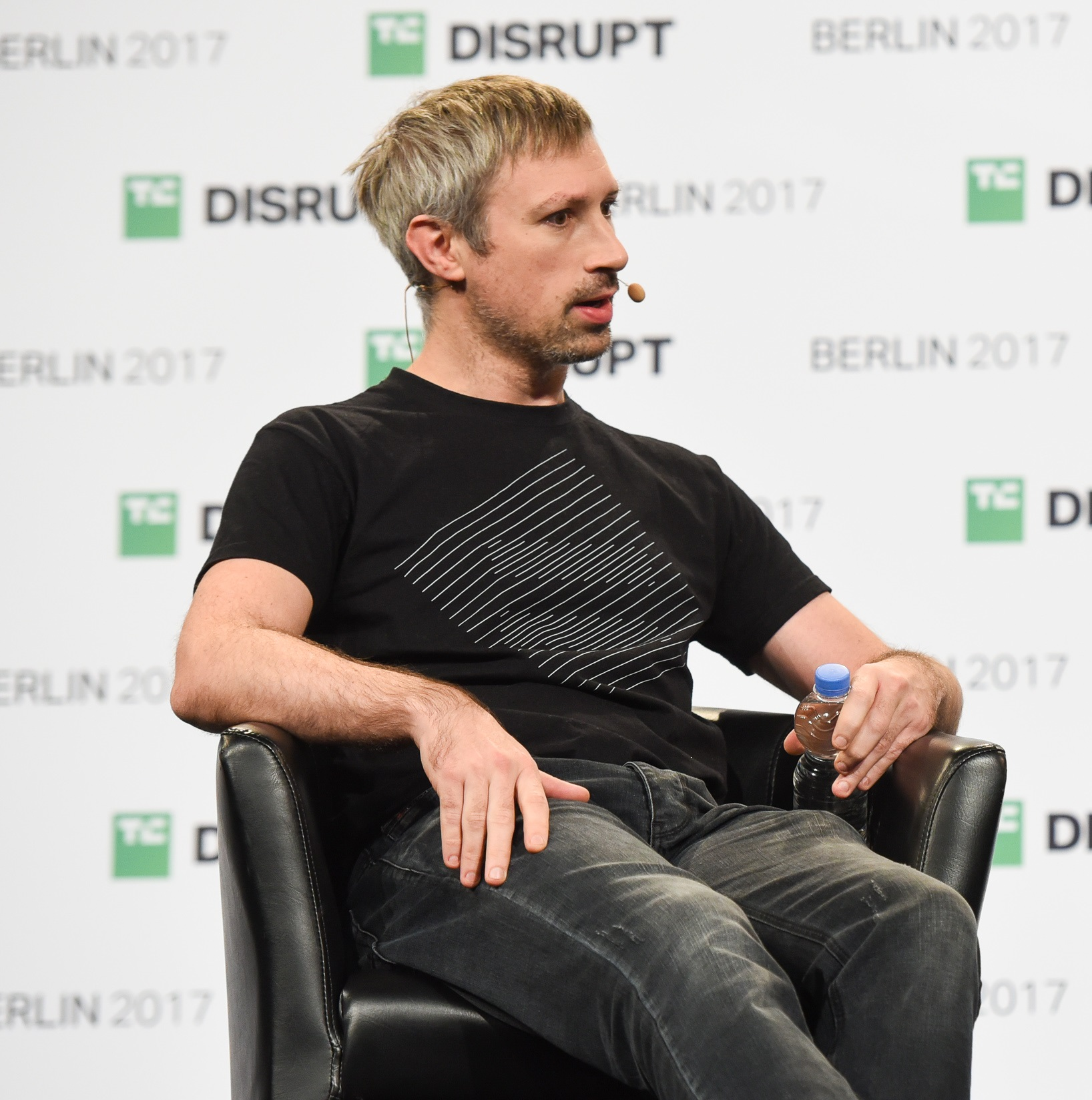
Gavin Wood (2017)

Gavin James Wood (* April 1980 in Lancaster, Lancashire) ist ein britischer Informatiker, der vor allem als Mitbegründer des Ethereum sowie Polkadot bekannt geworden ist.
Wood besuchte die Lancaster Royal Grammar School und die University of York, wo er Informatik studierte.
Wiederholt äußerte sich Wood politisch und suggerierte, dass ein Blockchain-basiertes Internet (Web3) die einzige Möglichkeit zum Schutz einer liberalen Welt sei. Ziel müsse es sein, weniger auf Vertrauen in etablierte  Verfahren, sondern auf infrastrukturell-technische Lösungen zu setzen.